# Marokkanen in Spanje
De Marokkanen in Spanje vormden per 1 januari 2017 16,4% van de 4.549.858 buitenlanders, en daarmee zo'n 1,5% van de totale bevolking van Spanje. Ze zijn opnieuw de grootste buitenlandse groep in Spanje, nadat ze in 2007 tijdelijk werden overtroffen door de Roemenen. In 2003 maakten ze naar schatting ongeveer 6% uit van alle Marokkanen in het buitenland.

## Geschiedenis
Vóór 1985 hadden Marokkanen geen visum nodig om Spanje binnen te komen. Veel jongeren kwamen voor seizoens- of kortetermijnwerk in de landbouw en industrie, kwamen en gingen uit Spanje zonder zich daar te vestigen. Een nieuwe visumwet die dat jaar werd ingevoerd, La Ley de Extranjeria, was vrij restrictief en voorzag niet in permanente verblijfsvergunningen. In 1989 werd de Asociación de Trabajadores Inmigrantes Marroquíes en España gevormd door een groep Marokkaanse arbeiders om hun arbeidsrechten te verdedigen. Al in 1992 toonden officiële statistieken slechts 16.665 Marokkanen die in Spanje woonden (van wie 14.998 op het schiereiland Spanje woonden). In de daaropvolgende jaren kwamen veel Marokkanen om banen te bekleden in de sectoren landbouw, horeca, bouw en dienstverlening. Tegen 2000 was hun bevolking toegenomen tot 201.182 personen. Samen met het groeiende aantal migranten, veranderde ook hun samenstelling, met een groter aandeel vrouwen onder hen.
Het jaar 2000 betekende ook een belangrijke verschuiving in de Spaanse immigratiewetten; Wet 4/2000 werd dat jaar aangenomen waarmee er regels kwamen voor gezinshereniging, regularisatie van illegale migranten en verwerving van permanent verblijf. Tegen 2008 toonden officiële statistieken 752.695 legale Marokkaanse inwoners van Spanje. Vanaf september dat jaar boden de Spaanse autoriteiten betalingen aan werkloze immigranten aan als ze ermee instemden hun verblijfsvergunning te annuleren en het land te verlaten. Met officiële statistieken van 82.262 werkloze Marokkanen in Spanje, werd verwacht dat veel mensen van de betalingen zouden profiteren. Volgens voorlopige cijfers is de Marokkaanse bevolking van Spanje in de loop van het jaar echter blijven groeien en had zij begin 2011 858.000 bereikt, 8,8% hoger dan het totaal van 2008.
Uit cijfers voor 2018 van een Spaans statistiekbureau bleken ongeveer een miljoen Marokkanen in Spanje te wonen, waarvan 250.000 illegaal. Vele van hen werden illegaal nadat hun verblijfsvergunning verliep, mede door de economische crisis van 2008. Andere illegalen kwamen het land binnen nadat ze de Straat van Gibraltar met een bootje overstaken.

## Bekende Marokkaanse Spanjaarden

### Sport
- Abderrahman Ait Khamouch - paralympische atleet
- Saifeddine Alami - voetballer
- Mohamed Aloisio - voetballer
- Mohamed Alí Amar - voetballer
- Brahim Díaz - voetballer (Marokkaanse vader)
- Enhamed Enhamed - zwemmer
- Munir El Haddadi - voetballer
- Ayub El Harrak - voetballer
- Yousef El Nasri - atleet
- Karim El Ouazghari - boxer
- Mohammed El Yaagoubi - voetballer
- Ilias Fifa - atleet
- Achraf Hakimi - voetballer
- Hicham Jadrane - voetbalmanager
- Yusef Abdeselam Kaddur - jiujitsu vechter
- Hicham Khaloua - voetballer
- Ayad Lamdassem - atleet
- Adel Mechaal - atleet
- Nadjib Mengoud - voetballer
- Abdelaziz Merzougui - atleet
- Álex Mohamed - voetballer
- Munir Mohand Mohamedi - doelman
- Mustafá Abdesalam Mohand - voetballer
- Antonio Otegui - voetballer
- Leila Ouahabi - voetbalster
- Sami Taoufik - autoracer
- Anuar Tuhami - voetballer
- Kamal Ziani - atleet

### Politiek
- Mustafa Aberchán - politicus
- Fadel Benyaich - ambassadeur
- Chakir El Homrani - politicus
- Ahmed Lakhrif - politicus

### Overige
- Mustafa Arruf - beeldhouwer
- Elena Benarroch - fashion designer
- Hakim - zanger
- Míriam Hatibi - activist
- Najat Kaanache - assistent chef-kok